# 2990 Trimberger
2990 Trimberger este un asteroid din centura principală, descoperit pe 2 martie 1981 de Schelte Bus.